# Euphorbia vulcanorum
Euphorbia vulcanorum är en törelväxtart som beskrevs av Susan Carter. Euphorbia vulcanorum ingår i släktet törlar, och familjen törelväxter. Inga underarter finns listade i Catalogue of Life.

## Bildgalleri

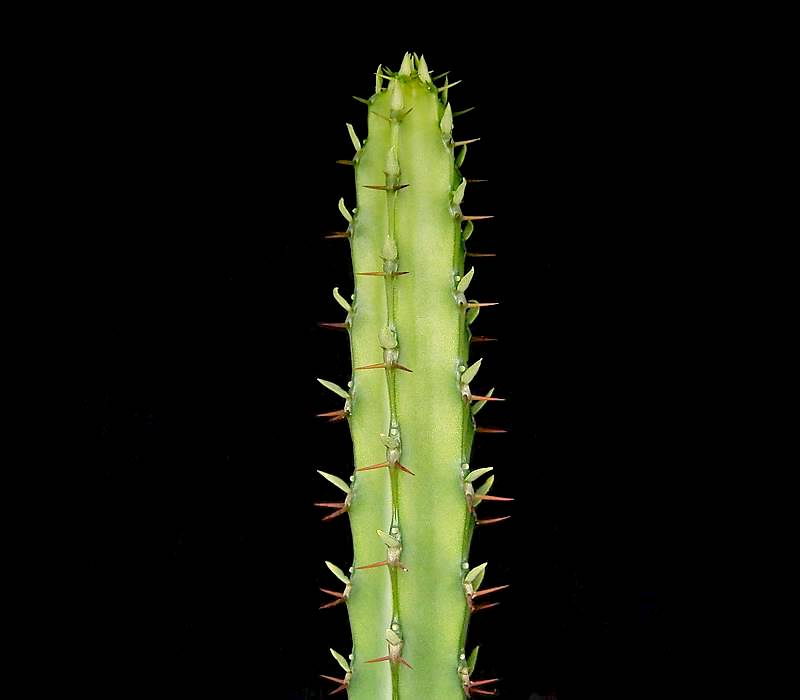